# 黄毛金钟藤
黄毛金钟藤（学名：Merremia boisiana var. fulvopilosa）为旋花科鱼黄草属金钟藤的变种。分布在越南以及中国大陆的云南、广西等地，生长于海拔450米至1,300米的地区，多生于热带雨林林缘、河谷低丘、山谷阴处以及向阳疏林，目前尚未由人工引种栽培。